# Polémoine rampante
Polemonium reptans
Espèce
Classification APG III (2009)
La polémoine rampante (Polemonium reptans) est une espèce de plantes à fleurs de la famille des Polemoniaceae, originaire d'Amérique du Nord.